# Волжанин-5285
Волжанин-5285, также известный как Волжанин-52851 — российский автобус, предназначенный для междугородных маршрутов дальнего следования.
Опытная партия в 40 машин была собрана в 2001 году, после испытаний модель была модернизирована и поставлена в серийное производство в 2002 году.
Автобус собран на шасси Scania K94. Кузов изготавливается из низкоуглеродистой марганцовистой стали с высокой коррозионной стойкостью, боковина кузова цельнотянутая. Отдельные кузовные элементы для точной подгонки раскраиваются лазером. Крышки багажных отсеков оснащены пантографным механизмом открывания, что позволяет осуществлять погрузку-выгрузку в ограниченном пространстве. Кресла пассажиров имеют возможность выдвижения на 80 мм в проход. В базовой комплектации автобус оснащён индивидуальными климатическими блоками над сиденьями, откидными столиками и аудиосистемой; по индивидуальному заказу может комплектоваться туалетом, бойлером, холодильником, видеосистемой, а также спальным местом для водителя.
Бо́льшая часть комплектующих являются импортными, из российских используются: стеклопакеты, часть светотехники, привод дверей, элементы приборной панели, отделочные материалы интерьера.